# Stephen Arroyo
Stephen Arroyo (Kansas City (Missouri), 1946. október 6. –) amerikai pszichológus, asztrológus, író.

## Könyvei

### Magyarul megjelent[1]
- Asztrológia, pszichológia és a négy elem. Az energia-alapú asztrológia és gyakorlati alkalmazása; ford. Márton Ferenc; Bioenergetic, Bp., 1999
- Asztrológia, karma és átalakulás. A születési képlet belső dimenziói; ford. Veress Kinga; 2. bőv. kiad; Bioenergetic, Bp., 2000
- Kapcsolatok és életciklusok. Létünk asztrológiai meghatározói; ford. Márton Ferenc; Bioenergetic, Bp., 2000
- A horoszkóp értelmezése. Kézikönyv. Iránymutató a horoszkóp lényegének megértéséhez; ford. Márton Ferenc; Bioenergetic, Bp., 2000
- A horoszkópszintézis módszerei; ford. Ibolya Tamás; Cor Leonis, Bp., 2009 (Kozmosz & psziché füzetek)
- Kapcsolatok asztrológiája. A szerelem, a szex, az összeillőség energiái; ford. Ibolya Tamás; Cor Leonis, Bp., 2009

### Hazánkban még ki nem adott művei
- Practicing the Cosmic Science: Key Insights in Modern Astrology
- The Practice And Profession Of Astrology: Rebuilding Our Lost Connections With The Cosmos

## Fordítás
- Ez a szócikk részben vagy egészben  a   Stephen Arroyo című angol Wikipédia-szócikk fordításán alapul.  Az eredeti cikk szerkesztőit annak laptörténete sorolja fel. Ez a jelzés csupán a megfogalmazás eredetét és a szerzői jogokat jelzi, nem szolgál a cikkben szereplő információk forrásmegjelöléseként.